# Pressen på P3
Pressen på P3 sendte første gang i marts 2011 med værterne Tony Scott og Ida Ebbensgaard.
Senere blev Ida Ebbensgaard erstattet som vært af Tue Blædel. 
Programmet sendte for sidste gang i udgangen af 2015 - og blev erstattet af Tue og Tony på P3.

## Reference
1. ↑  i marts 2011 med værterne Tony Scott og Ida Ebbensgaard. (Webside ikke længere tilgængelig)